# Томас Гуд
То́мас Гу́д (англ. Thomas Hood) (нар. 23 травня 1799, Лондон — пом. 3 травня 1845, Лондон) — англійський поет, гуморист та сатирик.

## Життєпис
Томас Гуд народився 23 травня 1799 року в Лондоні, в родині видавця книжок.
У віці 14 років залишив школу та відданий у торгову контору з іншої родини. Недовго попрацювавши, почав вчитись на гравера. Набутий досвід пізніше використаний у малюнках до сатиричних віршів власних видань.

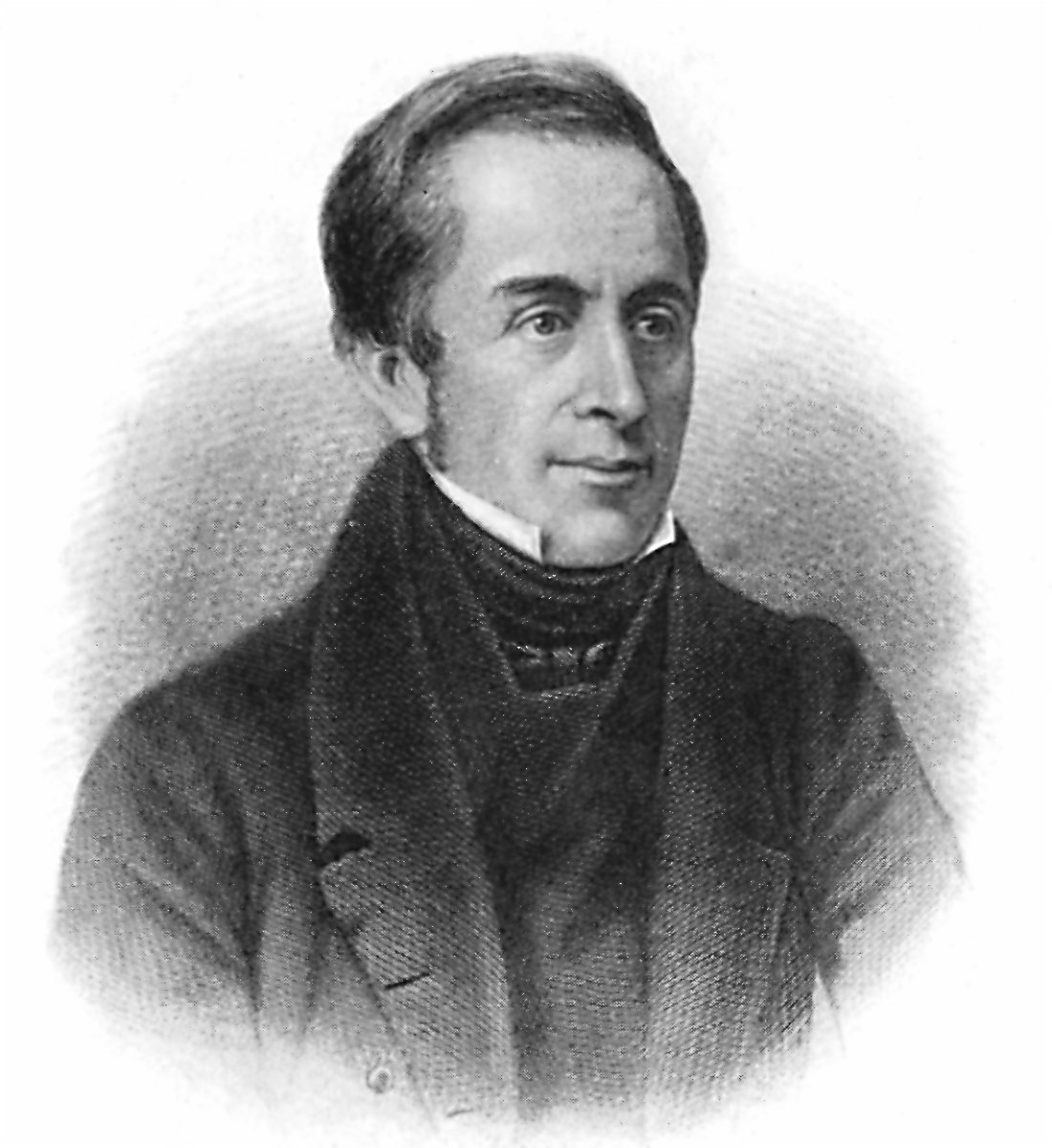
Томас Гуд

Як письменник Томас Гуд формувався вже з юнацтва, співпрацював з різноманітними періодичними виданнями та часописами. Як професіонал стартував з помічника редактора часопису «Лондонський журнал» Семюела Тейлора Колріджа, видав декілька гумористичних збірок, які стали популярні.
У 1830-х роках видав журнал «The Comic Annual», у якому висміював цю епоху. Є автором декількох сатиричних поем. Славу письменника світового рівня принесла соціальна лірика, до якої він звернувся незадовго до смерті. Вірші сповнені описом бідного становища робітників. Велика частина поезії перекладена європейськими мовами. Відомий вірш "Швачка" Павла Грабовського є варіацією на тему кількох поезій Гуда, зокрема "Пісні про сорочку" (можливо, за посередністю перекладів російського поета Михайлова М.Л.). 
Томас Гуд помер 3 травня 1845 року в Лондоні. Похований на кладовищі Кенсал-Грін у Лондоні.
Його син відомий англійській гуморист і драматург Том Гуд.